# Malpighia wendtii
Malpighia wendtii är en tvåhjärtbladig växtart som beskrevs av W.R. Anderson. Malpighia wendtii ingår i släktet Malpighia och familjen Malpighiaceae. Inga underarter finns listade i Catalogue of Life.